# 김수미
김수미(金守美, 본명: 김영옥, 金永玉, 1949년 10월 24일~2024년 10월 25일)는 대한민국의 배우였다. 1970년 MBC 공채 텔런트로 연기 경력을 시작했으며 1980년에 방영된 텔레비전 드라마 《전원일기》에서 일용네 역으로 인기를 누렸다. 이후에도 연기 활동과 예능 활동을 병행하여 활동했으며 요리 솜씨로 인해 관련된 프로그램들의 진행을 맡기도 했다.

## 생애
김수미는 1949년 전라북도 군산시 신흥동 말랭이마을에서 지게꾼 아버지와 가정 주부 어머니의 딸로 태어났다. 숭의여자고등학교 졸업을 앞두고 대학교 국문과에 합격하였으나 가정 형편 때문에 등록금을 마련하지 못하여 포기했고, 이 시기에 우연히 본 공채시험에 합격하여 1970년 MBC 3기 공채 탤런트로 데뷔했다.
1980년 TV 드라마 《전원일기》에 32세의 젊은 나이에 60대 노모인 ‘일용엄니’ 역으로 출연해 MBC 연기대상 우수상, 최우수상, 대상을 수상했다. 《전원일기》 종영 후에도, '일용엄니' 역을 발판으로 욕쟁이 할머니 캐릭터를 구축했고 '마파도'와 '간큰가족', '안녕! 프란체스카 시즌 3', 영화 '가문의 위기'에 출연했다.
주성우와의 인연으로 《전설의 마녀》에 당초 초반 5회, 후반 5회 정도 카메오 출연하기로 했지만, 시청자들의 성원에 힘입어 마지막회까지 출연하기도 하였다. 해당 드라마에서의 폭발적 인기로 연말 MBC 연기대상에서 조연상을 수상했다.
요리를 잘하기로 유명하며, 1982년에는 요리 프로그램 《오늘의 요리》를 진행했고, 2005년도에 ‘김수미 간장게장’이란 이름으로 홈쇼핑 등을 통해 간장게장을 판매한 바도 있었다. 2018년에는 자신의 이름을 내건 요리 프로그램 《수미네 반찬》을 대중에게 선보이기도 했다.
2024년 5월 피로누적으로 인한 건강악화로 활동을 잠정 중단했다. 입원 직전까지도 뮤지컬 «친정엄마»에 출연했으며, tvN 스토리 «회장님네 사람들», KBS 2TV «사장님 귀는 당나귀 귀» 등을 통해 방송 활동을 했다. 김수미는 2024년 10월 25일, 심정지가 발생하여 오전 8시경 서울 서초구 반포동의 서울성모병원으로 긴급 이송되었으나 향년 75세로 사망했다.

## 학력
- 군산국민학교 졸업
- 숭의여자중학교 졸업
- 숭의여자고등학교 졸업
- 한국방송통신대학교 국어국문학 학사
- 고려대학교 언론대학원 수료[6]

## 연기 활동

### 드라마
- 1971년 MBC 수사실화극 《수사반장》
- 1971년 MBC 일일연속극 《행복》 ... 희숙 역
- 1972년 MBC 일일연속극 《아다다》 ... 화순이 역
- 1972년 MBC 일일연속극 《임꺽정》
- 1973년 MBC 일일연속사극 《한백년》
- 1973년 MBC 일일연속극 《민비》
- 1973년 MBC 반공드라마 《113 수사본부》
- 1974년 MBC 일일연속극 《복녀》
- 1974년 MBC 일일연속극 《수선화》 ... 완호 아내 역
- 1974년 MBC 화요연속극 《손님》
- 1975년 MBC 주간단막극 《제3교실》
- 1976년 MBC 3.1특집극 《거룩한 손님》
- 1976년 MBC 일일연속사극 《사미인곡》
- 1976년 MBC 일일연속극 《들장미》 ... 보옥 역
- 1976년 MBC 창사특집극 《쇠랑산 처녀》
- 1977년 MBC 일일연속극 《당신》 ... 이모 역
- 1978년 MBC 일일연속극 《주인》 ... 상호 엄마 역
- 1978년~1979년 MBC 일일연속극 《행복을 팝니다》
- 1979년 MBC 주말연속극 《엄마, 아빠 좋아》
- 1979년 MBC 어린이연속극 《무지개 타는 아이들》
- 1980년 MBC 주초연속극 《백년손님》
- 1980년 MBC 법정드라마 《홍변호사》
- 1980년 MBC 6.25특집극 《아베의 가족》
- 1980년 MBC 특집드라마 《숨은 꽃》
- 1980년~2002년 MBC 농촌드라마 《전원일기》 ... 일용엄니(김소담) 역
- 1981년 MBC 일일연속극 《나리집》
- 1981년 MBC 6.25특집극 《불타는 다리》
- 1981년 MBC 주말연속극 《성난 눈동자》
- 1981년 MBC 일일연속극 《새아씨》 ... 화순이 역
- 1982년 MBC 주간드라마 《박순경》
- 1983년 MBC 대하드라마 《조선왕조 오백년 - 추동궁 마마》 ... 제조상궁 역
- 1983년 MBC 새마을특집극 《아내는 회장님》
- 1983년 MBC 반공드라마 《3840 유격대》
- 1983년 MBC 8.15특집극 《엄복동》
- 1983년 MBC 주말연속극 《아버지와 아들》
- 1985년 MBC 주말연속극 《남자의 계절》 ... 장 여사 역
- 1987년 MBC 신년특집극 《엄마는 요술장이》
- 1987년 MBC 주간연속극 《도시의 얼굴》
- 1987년 MBC 6.25특집극 《천둥소리》
- 1989년 MBC 수목미니시리즈 《당신의 축배》 ... 큰 며느리 역
- 1989년 MBC 주말연속극 《유산》 ... 최 마담 역
- 1990년 MBC 미니시리즈 《마당 깊은 집》 ... 경기댁 역
- 1990년 MBC 미니시리즈 《그 여자》 ... 오산댁 역
- 1991년 MBC 아침드라마 《말로만 중산층》 ... 행분 역
- 1992년 MBC 주말연속극 《마포 무지개》 ... 손지란 역
- 1994년 SBS 주말극장 《사랑의 향기》 ... 황 주리 역
- 1995년 KBS2 주말연속극 《젊은이의 양지》 ... 인범 모, 천귀자 역
- 1995년 SBS 드라마스페셜 《아스팔트 사나이》 ... 나타샤 역
- 1996년 SBS 설날특집극 《곰탕》 ... 채봉 역
- 1996년 MBC 일일연속극 《자반고등어》 ... 이행자 역
- 1996년 MBC 미니시리즈 《미망》 ... 홍씨 역
- 1996년 MBC 미니시리즈 《그들의 포옹》
- 1997년 KBS2 방송 70주년 KBS 50주년 특별기획드라마 《파랑새는 있다》 ... 앤디 김의 아내 역
- 1997년 SBS 특별기획 《아름다운 그녀》 ... 춘천댁 역
- 1998년 MBC 수목드라마 《대왕의 길》 ... 한 상궁 역
- 1999년 MBC 일일연속극 《하나뿐인 당신》 ... 미연 모 역
- 1999년 KBS2 어린이드라마 《누룽지 선생과 감자 일곱개》 ... 신순이 할머니 역
- 2003년 MBC 단막극 《MBC 베스트극장 - 내 딸 소란이》 ... 박복자 역
- 2004년 SBS 특별기획 《발리에서 생긴 일》 ... 재민 모 역
- 2005년 MBC 특집드라마 《떨리는 가슴》 ... 애심 역
- 2005년 SBS 드라마스페셜 《사랑은 기적이 필요해》 ... 조경란 역
- 2007년 SBS 대하사극 《왕과 나》 ... 쇠귀 노파 역
- 2010년 SBS 아침연속극 《당돌한 여자》 ... 홍보옥 역
- 2011년~2012년 MBC 특별기획 주말드라마 《애정만만세》 ... 크리스탈 박(박말년) 역
- 2012년 KBS2 월화드라마 《울랄라 부부》 ... 삼신할머니 역
- 2013년 SBS 특별기획 《돈의 화신》 ... 복화술 역
- 2013년 JTBC 주말연속극 《맏이》 ... 시덕의 어머니 역
- 2014년 MBC 특별기획 주말드라마 《전설의 마녀》 ... 김영옥 역(특별출연)
- 2017년 SBS 특별기획 《언니는 살아있다》 ... 사군자 역
- 2017년 MBC 주말연속극 《밥상 차리는 남자》 ... 양춘옥 역
- 2019년 SBS 드라마스페셜 《황후의 품격》 ... 사군자 역
- 2022년 tvN 월화드라마 《연예인 매니저로 살아남기》 ... 김수미 역

### 시트콤
- 1993년 SBS 주간시트콤 《오박사네 사람들》 ... 김수미 역
- 1998년 MBC 청춘시트콤 《남자 셋 여자 셋》 ... 김진 : 이모이자 안재환 어머니이며 안영국 연상녀 아내
- 2005년 SBS 주간시트콤 《귀엽거나 미치거나》 ... 김수미 역
- 2005년 MBC 주간시트콤 《안녕, 프란체스카》 ... 이사벨 역
- 2007년 KBS2 일일시트콤 《못말리는 결혼》 ... 심말년 역
- 2011년 MBN 일일시트콤 《뱀파이어 아이돌》 ... 김수미 역

### 영화
- 1982년 영화 《화순이》 ... 화순이 역
- 1987년 영화 《외계에서 온 우뢰매 전격 쓰리 작전》 ... 김 박사 역
- 1987년 영화 《우뢰매 4탄 썬더V 출동》 ... 김 박사 역
- 1988년 영화 《용호취》
- 1996년 영화 《보스》 ... 어머니 역
- 1997년 영화 《창》
- 2003년 영화 《오! 해피데이》 ... 특별출연
- 2003년 영화 《위대한 유산》 ... 미영 모 역
- 2004년 영화 《슈퍼스타 감사용》 ... 사용 모 역
- 2005년 영화 《마파도》 ... 진안댁 역
- 2005년 영화 《간 큰 가족》 ... 김 노인 처 역
- 2005년 영화 《미스터 주부퀴즈왕》 ... 진만 모 역
- 2005년 영화 《가문의 영광 2 - 가문의 위기》 ... 홍덕자 여사 역
- 2005년 영화 《빨간 모자의 진실》 ... 엽기 할머니 역(더빙)
- 2006년 영화 《썬데이 서울》 ... 포장마차 주인 역(특별출연)
- 2006년 영화 《다세포 소녀》 ... 이무기 역(특별출연)
- 2006년 영화 《연리지》 ... 미용실 원장 역(특별출연)
- 2006년 영화 《구세주》 ... 유모 역(특별출연)
- 2006년 영화 《맨발의 기봉이》 ... 기봉 모 역
- 2006년 영화 《공필두》 ... 권 여사 역(특별출연)
- 2006년 영화 《가문의 영광 3 - 가문의 부활》 ... 홍덕자 여사 역
- 2007년 영화 《마파도 2》 ... 진안댁 역(특별출연)
- 2007년 영화 《만남의 광장》 ... 어르신 역(특별출연)
- 2007년 영화 《못말리는 결혼》 ... 말년 역
- 2008년 영화 《흑심모녀》 ... 김간난 역
- 2009년 영화 《청담보살》 ... 태랑 모 역(특별출연)
- 2010년 영화 《육혈포 강도단》 ... 손영희 역
- 2011년 영화 《그대를 사랑합니다》 ... 군봉 처 역
- 2011년 영화 《위험한 상견례》 ... 춘자 역
- 2011년 영화 《사랑이 무서워》 ... 상열 엄마 역(특별출연)
- 2011년 영화 《수상한 고객들》 ... 잔돈없어 할머니 역(특별출연)
- 2011년 영화 《빨간 모자의 진실 2》 ... 할머니 역(더빙)
- 2011년 영화 《가문의 영광 4 - 가문의 수난》 ... 홍덕자 여사 역
- 2012년 영화 《철가방 우수씨》 ... 동일 어머니 역(특별출연)
- 2013년 영화 《전국노래자랑》 ... 주 시장 역
- 2014년 영화 《인어아저씨》
- 2015년 영화 《헬머니》 ... 헬머니 역
- 2015년 영화 《위험한 상견례 2》 ... 백발할머니 역
- 2020년 영화 《미스터 주: 사라진 VIP》(2020년) ... 앵무새 목소리 역
- 2023년 영화 《가문의 영광:리턴즈》 ... 홍덕자 여사 역
- 2025년 영화 《귀신경찰》 ... 수미 역(유작)

### 연극
- 1998년 《너를 보면 살고 싶다》
- 2005년 《한여름 밤의 꿈》[7]

### 뮤지컬
- 2010년~2013년 《친정 엄마》[8]

## 연기 외 활동

### 텔레비전 프로그램
- 1982년~1985년 MBC 《김수미의 오늘의 요리》 ... MC
- 1986년 MBC 《스타 24시》 김수미 편
- 1987년 MBC 《토요일 정보 총집합》 ... MC
- 1994년 KBS2《가족오락관》 ... 게스트
- 1995년 KBS1《TV는 사랑을 싣고》 ... 게스트
- 2004년 KBS2《해피선데이》 ... 본인 2011년 5월 22일1박 2일 여배우 특집
- 2005년 MBC 《일요일 일요일 밤에 - 매력인시대》 ... MC(with 신동엽)
- 2007년 MBC 《황금어장 - 무릎팍도사》 ... 40회 게스트
- 2010년 KBS2 《김승우의 승승장구》 ... 42회 게스트(2010년 12월 7일)
- 2011년 QTV 《수미옥》 ... MC
- 2011년~2012년 채널A 《글로벌 한식 토크 쇼킹》 ... MC
- 2012년 KBS2 《스타 인생극장》
- 2013년 KBS2 《마마도》
- 2015년 KBS2 《나를 돌아봐》
- 2017년 TV조선《며느리 모시기》
- 2018년 JTBC 《한끼줍쇼》
- 2018년 SBS  《미운 우리 새끼》
- 2018년 MBN  《우리집에 해피가 왔다》
- 2018년~2020년 tvN  《수미네 반찬》
- 2019년 MBC  《마이 리틀 텔레비전 V2》
- 2019년 MBN  《최고의 한방》
- 2019년 SBS 플러스 《밥은 먹고 다니냐?》
- 2019년 KBS2 《식탁의 기사》
- 2020년 JTBC 《아는형님》
- 2021년 KBS2 《수미산장》
- 2021년 SBS 《신발 벗고 돌싱포맨》
- 2022년~2024년 tvN  STORY 《회장님네 사람들》
- 2023년 MBC 《라디오스타》
- 2023년 E채널 《익스큐수미:일단 잡숴봐》
- 2023년 JTBC 《아는형님》
- 2023년 JTBC 《짠당포》
- 2023년 KBS2  《사장님 귀는 당나귀 귀》

### 라디오 프로그램
- 1993년~1995년 KBS 《안녕하세요 김홍신 김수미입니다》 ... DJ
- 1995년 KBS 《김수미 강남길의 행복찾기》 ... DJ

### 홍보대사
- 2022년 《국제구호개발 NGO 굿피플》 나눔대사[9]

### 뮤직비디오
- 2005년 이지라이프 - 너 말고 니 언니
- 2013년 티아라 엔포 - 전원일기 (Drama Ver.)

### 광고
- 1983년 롯데푸드 로스구이햄 (With. 안정훈)
- 1982년~1983년 동진산업 동진 7표연탄 (With. 김상순)
- 1985년~1989년 / 1991년 한성기업 (한성 게맛살, 한성 통통맛살)
- 1985년 아모레퍼시픽 프로틴샴푸 (Feat. 김혜수, 최명길)
- 1985년 한독 뮬가톨 (Feat. 이영하, 선우은숙 부부)
- 1985년 롯데푸드 로스팜 (Feat. 엄용수)
- 1985년 한독 브론치쿰
- 1986년 한국 피죤 피죤
- 1986년 CJ제일제당 백설표 조미료 (Feat. 전양자, 김혜자)
- 1986년 LG하우시스 민속장판 (Feat. 전양자)
- 1986년 한독 다가 (Feat. 서승현)
- 1986년 동양도자기
- 1987년 일양약품 영비천 (Feat. 허참)
- 1987년 롯데푸드 살로우만찌개범벅 (Feat. 양미경)
- 1985년 헨켈홈케어코리아 홈키파, 홈키파엑센
- 1987년 우경제작소 크린에이드 (Feat. 왕영은)
- 1987년 LG하우시스 민속장판 (Feat. 전양자)
- 1986년~1987년 일화 아크라톤
- 1987년 대일화학 대일시프 (Feat. 오지명)
- 1987년~1988년 한국얀센 후루버말
- 1988년 무궁화 브라이트 (1인 2역으로 출연)
- 1989년 롯데제과 롯데껌(문화방송 탤런트 식구들과 함께 출연)
- 1991년~1992년 광동제약 광동 우황청심원 (With. 최수종)
- 1991년 농협중앙회 (Feat. 박규채)
- 1993년 동화약품 락테올
- 1993년 방림 프리방
- 1994년 농협중앙회(구 축협)
- 1995년 해태htb 무설탕 강식혜 (With. 채림)
- 1995년 현대약품 카렌비타
- 1995년 쌍방울 트라이
- 1997년 새정치국민회의 기호 2번 김대중
- 1998년 쌍방울 예나지나
- 2005년 CJ제일제당 해찬들 매주뜰 된장 (With. 송강호)
- 2005년~2006년 팔도 장라면 (With. 임호(2005년 광고), 여운계(2006년 광고))
- 2007년 해태htb 야채가득
- 2007년 목우촌 또래오래 (With. 탁재훈)
- 2012년 고려은단 쏠라C(내레이션으로 출연)
- 2014년 롯데칠성음료 백화수복
- 2019년 바디프랜드
- 2019년 농심 수미칩
- 2020년 농심 신라면 블랙사발 두치김치
- 2023년 제이비케이랩 비바롤 캡슐

## 저서
- 1990년 《너를 보면 살고 싶다》 (샘터사)[10]
- 1991년 《그리운 것은 말하지 않겠다》(샘터사)
- 1993년 《나는 가끔 도망가 버리고 싶다》(샘터사)
- 1997년 《미안하다, 사랑해서》(샘터사)
- 1998년 《김수미의 전라도 음식이야기》(중앙 M&B)
- 2003년 《그해 봄, 나는 중이 되고 싶었다》(중앙 M&B)
- 2003년 《맘놓고 먹어도 살 안 쪄요》(중앙 M&B)
- 2009년 《얘들아, 힘들면 연락해!》(샘터)

## 수상
- 1981년 MBC 방송연기상 여자 우수연기상 《전원일기》, 《새아씨》
- 1982년 제1회 우리들의 스타상 《전원일기》, 《새아씨》
- 1985년 MBC 연기대상 여자 최우수연기상 《전원일기》
- 1986년 MBC 연기대상 대상 《전원일기》, 《남자의 계절》
- 1986년 제22회 백상예술대상 TV부문 인기상 《전원일기》
- 2005년 제26회 청룡영화상 인기스타상
- 2006년 제14회 이천춘사대상영화제 여우조연상 《맨발의 기봉이》
- 2006년 제3회 맥스무비 최고의 영화상 최고의 여자조연배우상 《맨발의 기봉이》
- 2007년 제1회 대한민국 영화대상 최고의 웃음연기상 《가문의 부활》
- 2011년 제32회 청룡영화상 여우조연상 《그대를 사랑합니다》
- 2013년 SBS 연기대상 공로상
- 2015년 KBS 연예대상 쇼오락부문 우수상 《나를 돌아봐》
- 2015년 MBC 연기대상 특별기획부문 베스트 여자조연상 《전설의 마녀》
- 2018년 제8회 대한민국 한류대상 대중문화 특별공로대상
- 2024년 제11회 서울국제영화대상 특별공로상
- 2024년 MBC 연기대상 특별감사패

## 사건 및 사고

### 차량 급발진 사건
1998년 8월 15일 김수미의 시어머니 김옥환이 서울시 서초구 반포동에서 김수미가 출연하는 연극 포스터를 붙이던 중, 김수미의 운전사 김모 씨가 김수미 소유의 BMW 7 시리즈 승용차를 이동시키는 과정에서 승용차가 갑자기 급발진해 그대로 차에 치여 숨지는 사고가 있었다.
이 사건에 대하여 수사하였던 서울 서초경찰서는 사고 차량을 국과수에 의뢰하여 조사하였고, 국과수에서는 사고를 낸 BMW 승용차는 3㎒주파수의 전자파와 접할 경우에 시동이 꺼지는 현상이 나타났으며, 109㎒의 전자파에서는 시속 26.2km로 달리던 차량이 39.0 km로 속도가 증가하는 고장이 발견됐다고 밝혔다. 하지만 국과수는 “이같은 속도증가까지는 20초가 소요되기 때문에 당장 급가속이라고 단정할 수 없으며 차량의 제동장치와 제어계통 주엔진 등에는 이상이 없었다”고 최종 밝혔다.
또 당시 수사를 맡았던 서초경찰서는 1998년 11월 6일 검찰에 “국립과학수사연구소의 감식결과만으로 이번 사고가 차량 결함으로 일어났다고 단정할 수 없다”는 수사 의견서를 제출하였으며, 의견서에서 “사고를 낸 외제차량은 운전자 왼쪽발 부근에 보조브레이크가 장착돼 있기 때문에 차량의 결함이 있더라도 운전자의 과실이 없다고 할 수는 없다”고 밝혔다.
이 사건에 대하여 김수미는 2004년 4월 1일 오전, BMW 그룹의 사장단 회의가 열린 서울 광장동 워커힐 호텔에서 급발진 사고 보상과 진상 규명을 요구하는 1인 시위를 벌이기도 했다.

## 가족
- 배우자: 정창규(1947년~)
- 자녀: 정명호(아들), 정주리(딸)
- 며느리: 서효림
- 친손녀: 정조이